# NOW (Thổ Nhĩ Kỳ)
NOW là kênh truyền hình tại Thổ Nhĩ Kỳ. Đây là một trong những kênh Fox phát sóng bằng ngôn ngữ quốc gia.
Fox Networks Group (FNG) là  đơn vị của 21st Century Fox. FNG, trong khi giữ nó lãnh đạo quốc tế với FOX, FX, FOXSPORTS, FOXlife và National Geographic chính là thương hiệu, đạt 1,8 tỉ người trong 45 ngôn ngữ khác nhau với hơn 350 giải trí khác, thể thao chuyên đề tài liệu, và các kênh truyền hình.
FNG Thổ nhĩ kỳ đang tiến hành các hoạt động của các trang web và các ứng dụng cho 10 kênh trong tổng số: FOX, FOXLIFE, FX,FOXCRIME, FOXSPORTS,  National Geographic Channel, Nat Geo Wild, Nat Geo People, BabyTV and 24Kitchen. Nó cũng hoạt động chủ yếu là các kênh, tạp chí, sách, bản đồ, các sự kiện, đi du lịch mô hình, kỹ thuật số nền tảng ứng dụng và cấp giấy phép hàng, cũng như tất cả các dòng làm việc cho National Geographic qua National Geographic Partners